# Goran Milanko
Goran Milanko (Split, 30. listopada 1968.) je umirovljeni hrvatski nogometaš koji je, između ostaloga igrao za Hajduk Split, grčki P.A.O.K. F.C., španjolski Cádiz CF, njemački Chemnitzer FC i Rot-Weiss Essen, te izraelske Hapoel Haifa i Bnei Sakhnin. Trenutno posjeduje malonogometne terene u Splitu.
Statistika u Hajduku
| Natjecanje        | Nastupi | Zgoditci |
| ----------------- | ------- | -------- |
| Prvenstvo         | 3       | 0        |
| Kup               | 2       | 0        |
| Superkup          | 0       | 0        |
| Međunarodne       | 3       | 0        |
| Splitski podsavez | 0       | 0        |
| Ukupno            | 8       | 0        |
| Prijateljske      | 19      | 4        |
| Sveukupno         | 27      | 4        |

## Vanjske poveznice
- Profil na Fußballdaten.de (njem.)
- Profil na Weltfußball.de (njem.)